# Udo Hempel
Udo Hempel (Düsseldorf, 3 de novembro de 1946) é um ex-ciclista de estrada e pista da Alemanha Ocidental que ganhou a medalha de ouro na perseguição por equipes (4000 m) nos Jogos Olímpicos de 1972, em Munique, ao lado de Günther Schumacher, Jürgen Colombo e Günter Haritz. Nos Jogos Olímpicos de 1968, ele já tinha ganho a prata na mesma prova. Foi um ciclista profissional de 1973 a 1983, cujos melhores resultados foram na pista.